# Señorita Panamá 2019
Señorita Panamá 2019 la 53.ª edición del certamen Señorita Panamá, correspondiente al año 2019 se celebró el 20 de junio en la Arena Roberto Durán en la Ciudad de Panamá. Veinticuatro concursantes representando a las 10 provincias, regiones e islas de Panamá compitieron por este título de belleza. Al final del evento, Señorita Panamá 2018 Rosa Iveth Montezuma de Comarcas coronó a la nueva Señorita Panamá 2019 Mehr Eliezer de Flamenco quien representó a Panamá en Miss Universo 2019.

## Desarrollo Señorita Panamá
Señorita Panamá 2019 fue la 53.ª edición del concurso de Señorita Panamá que selecciona a las concursantes para Miss Universo, Miss International, Miss Grand Internacional, y por designación posterior a la Noche de Coronación a las representantes a Reina Hispanoamericana, Miss Continentes Unidos, Reinado Internacional del Café.
Este año se llevó a cabo la 4ª edición del renovado concurso de Señorita Panamá, después de que César Anel Rodríguez asumió la Presidencia del concurso y la representación en Panamá del Miss Universo, Miss International y Miss Grand Internacional.
Veinticuatro concursantes preliminares fueron seleccionadas de todo Panamá y compitieron por la prestigiosa corona bajo el eslogan "Yo Soy Real".
Mehr Eliezer Señorita Panamá Universo 2019 compitió en Miss Universo 2019,  la 68.ª edición del certamen Miss Universo correspondiente al año de 2019. También se seleccionó a  Betzaida Rodriguez de Los Santos como la ganadora del título Señorita Panamá Internacional y a Carmen Drayton de Portobelo como Señorita Panamá Grand quiénes representaron a Panamá en Miss Internacional 2019 y Miss Grand Internacional 2019 respectivamente.

## Señorita Panamá 2019
El Señorita Panamá se celebró en la Arena Roberto Durán, Ciudad de Panamá, Panamá, el 20 de junio de 2019. 24 concursantes de todo el país compitiron por el prestigioso título de belleza nacional.

### Resultados
| Resultado final                    | Concursante |
| ---------------------------------- | --- |
| Señorita Panamá 2019               | - Flamenco – Mehr Eliezer |
| Señorita Internacional Panamá      | - Los Santos – Betzaida Rodríguez |
| Señorita Gran Internacional Panamá | - Portobelo – Carmen Drayton |
| 1ra Finalista                      | - Panamá Este – Carmen Jaramillo |
| 2da Finalista                      | - Coclé – Ana Lucia Tejeira |
| Top 12 Semi-Finalistas             | - Bocas del Toro – Angie Keith - Chiriquí – Krysthelle Barreto Reichlin - Colón – Nathalie Pino - Costa Pacífica – Andrea Parra - Isla Barro Colorado – Mar De la Fuente - Isla del Rey – Linette Clement - Panamá Norte – Angie Daily |

### Premios Especiales
| Premio                         | Concursante          | Provincia      |
| ------------------------------ | -------------------- | -------------- |
| Señorita Fotogénica            | - Angie Keith        | Bocas del Toro |
| Señorita Amistad               | - Linette Clement    | Isla del Rey   |
| Señorita Pandora               | - Mehr Eliezer       | Flamenco       |
| Mejor Piel                     | - Angie Keith        | Bocas del Toro |
| Mejor Cabello                  | - Krysthelle Barreto | Chiriquí       |
| Mejor Sonrisa                  | - Andrea Parra Choy  | Costa Pacífica |
| Mejor Proyección               | - Carmen Jaramillo   | Panamá Este    |
| Mejor diseño en traje de noche | - Carmen Drayton     | Portobelo      |
| Mejor Silueta                  | - Linette Clement    | Isla del Rey   |
| Señorita Internet              | - Carmen Drayton     | Portobelo      |
| Mejor Rostro                   | - Ana Lucía Tejera   | Coclé          |
| Señorita Elegancia             | - Angie Daily        | Panamá Norte   |

## Selección de Traje Nacional
Este año la selección se celebró en un casting privado. Como requisito se requiere se plasmara la riqueza del país encarnado en los trajes coloridos y fascinantes hechos por diseñadores que combinara el pasado y el presente de Panamá. El traje ganador representó a Panamá en el Miss Universo 2019, el segundo lugar en  Miss Internacional 2019 y el tercero en Miss Grand International 2019.
| Resultado final | Concurso                                           | Diseñador          | Tema                                            |
| --------------- | -------------------------------------------------- | ------------------ | ----------------------------------------------- |
| Ganador         | Mejor Traje Nacional para Miss Universo            | Virgilio Batista   | "al Panamá industrial de ayer, hoy y el futuro" |
|                 | Mejor Traje Nacional para Miss Internacional       | Arístides Carrasco | "La Danza de Diablico"                          |
|                 | Mejor Traje Nacional para Miss Grand International | Virgilio Batista   | "El vuelo de la paz, mariposa panameña"         |

## Show de Presentación
Esta competencia preliminar también llamada Gala Nacional de la Belleza el evento se llevó a cabo el 11 de mayo de 2019 
en el Teatro Balboa, es la noche cuando las veinte y cuatro finalistas seleccionadas de Señorita Panamá 2019 se presentan al público y la prensa en las categorías traje de baño y cóctel. La presentación a la prensa fue el 28 de marzo.

## Entrevista Preliminar
Celebrada el 18 de junio, las candidatas de Señorita Panamá fueron calificadas en una entrevista personal para los jueces.

## Jurado
- Matt Rich: Ejecutivo de relaciones públicas. (Nueva York, Estados Unidos)
- Jean Shafiroff: filántropo, escritor y socialité. (Nueva York, Estados Unidos)
- Tui Pranich: diseñador internacional. (Tailandia)
- Exidio Junior Zelaya: periodista hondureño. (Honduras)
- Jenia Nenzen: periodista y Miss Panamá Internacional 1989. (Panamá)
- George Wittels: Orfebre Internacional. (Austria / Venezuela)
- Javier Gómez: fotógrafo de moda. (Panamá - Nueva York, Estados Unidos)
- Natalie Glebova: Escritora, modelo y Miss Universo 2005. (Canadá - Tailandia)
- José Espino: Cirujano Plástico de la Organización Señorita Panamá. (Panamá)
- Sarita Esses: Periodista y editora de ESpeciales de Corporación La Prensa (Panamá)
- Shivam Maharaj: Director de Sacha Cosmetics International. (Trinidad y Tobago)
- Marcio Oliveira: Gere nte de Ventas de la marca de calzados Vizzano. (Brasil)
- Michele Sage: Empresaria y Señorita Panamá para Miss Universo 1994. (Panamá)
- Michael Pistinos: Empresario (Nueva York, Estados Unidos)
- Jackie Carvalho: Empresaria, Filántropo y Host oficial de las reinas en Nueva York. (Panamá - Nueva York)
- Dean Kelly Junior: Empresario, Creador de la plataforma TRAVELBOOK y Mister Panama 2001. (Panamá - Tailandia)
- Maricarmen Saavedra: Publicista y Gerente de Mercadeo de Distribuidora David. (Panamá)
- Myryam Barria McGorman: Relacionista Pública y Promotora de Turismo y Cultura Panameña (Panamá - Nueva York)

## Candidatas Oficiales
- 24 candidatas confirmadas a competir a la corona del Señorita Panamá 2019.[7]

| Provincia          | Candidata                   | Edad | Estatura        | Residencia           |
| ------------------ | --------------------------- | ---- | --------------- | -------------------- |
| Barro Colorado     | Mar De la Fuente            | 21   | 1,70 m (5′ 7″)  | Ciudad de Panamá     |
| Bocas del Toro     | Angie Keith                 | 25   | 1,76 m (5′ 9″)  | Ciudad de Panamá     |
| Chiriquí           | Krysthelle Barreto Reichlin | 23   | 1,75 m (5′ 9″)  | Ciudad de David      |
| Chiriquí Occidente | Victoria Rodríguez          | 20   | 1,72 m (5′ 8″)  | Ciudad de Panamá     |
| Coclé              | Ana Lucía Tejeira           | 25   | 1,70 m (5′ 7″)  | Penonomé             |
| Coiba              | Paola Medina                | 25   | 1,72 m (5′ 8″)  | Ciudad de Panamá     |
| Colón              | Nathalie Pino               | 19   | 1,72 m (5′ 8″)  | Ciudad de Colón      |
| Comarcas           | Lauris Fernández            | 24   | 1,73 m (5′ 8″)  | Ciudad de Panamá     |
| Contadora          | Jackeline García            | 20   | 1,70 m (5′ 7″)  | Ciudad de Panamá     |
| Costa Atlántica    | Stephany Perea              | 25   | 1,72 m (5′ 8″)  | Ciudad de Colón      |
| Costa Pacífica     | Andrea Parra                | 25   | 1,66 m (5′ 5″)  | Ciudad de Panamá     |
| Darién             | Leydis González             | 21   | 1,80 m (5′ 11″) | Ciudad de Panamá     |
| Flamenco           | Mehr Eliezer                | 22   | 1,72 m (5′ 8″)  | Ciudad de Panamá     |
| Herrera            | María Cristina Saavedra     | 25   | 1,80 m (5′ 11″) | Chitré               |
| Isla del Rey       | Linette Clement             | 21   | 1,72 m (5′ 8″)  | Ciudad de Panamá     |
| Isla San José      | Brithani Osbourne           | 23   | 1,75 m (5′ 9″)  | Ciudad de Panamá     |
| Los Santos         | Betzaida Rodríguez          | 22   | 1,76 m (5′ 9″)  | Las Tablas           |
| Panamá Centro      | Aura Ávila                  | 21   | 1,69 m (5′ 7″)  | Ciudad de Panamá     |
| Panamá Este        | Carmen Jaramillo            | 24   | 1,78 m (5′ 10″) | La Chorrera          |
| Panamá Norte       | Angie Daily                 | 21   | 1,80 m (5′ 11″) | Ciudad de Panamá     |
| Panamá Oeste       | Yasmery Salceda             | 20   | 1,72 m (5′ 8″)  | La Chorrera          |
| Portobelo          | Carmen Drayton              | 23   | 1,74 m (5′ 9″)  | Ciudad de Colón      |
| Taboga             | Sheribel Paschall           | 18   | 1,82 m (6′ 0″)  | Ciudad de Panamá     |
| Veraguas           | María Alejandra Polanco     | 25   | 1,72 m (5′ 8″)  | Santiago de Veraguas |

## Importancia histórica
- Isla Flamenco gana el título Señorita Panamá por primera vez.
- Los Santos gana el título Señorita Panamá International, la última vez fue con Aileen Bernal (2014).
- Portobelo participó por última vez en (2014).
- Costa Pacífica, Isla Barro Colorado y Portobelo clasifican por primera vez, con Portobelo ganando el título Señorita Panamá Grand.
- Costa Pacífica, Coiba y Costa Atlántica están participando por primera vez.
- Chiriquí y Los Santos clasifican por segundo año consecutivo.
- Panamá Este clasifica por tercer año consecutivo.
- Colón, Isla Flamenco, Panamá Norte, Isla del Rey y Coclé clasificaron por última vez en 2017.
- Bocas del Toro clasificó por última vez en 2015.

## Datos de las Candidatas
- Señorita Bocas del Toro, Angie Keith, compitió en "Miss Supranational 2015" celebrado en Polonia, donde se ubicó entre las 10 finalistas y ganó el título de "Miss Supranational Americas".
- Señorita Darien, Leydis Gonzalez, compitió en Miss Panamá 2015 como Miss Darien y "Miss Supranational 2016" que se llevó a cabo en Polonia, donde se ubicó en el Top 25 de semifinalistas.
- Señorita Panamá Este, Carmen Jaramillo, compitió en Miss Panamá 2014 como Miss Panama Oeste y "Miss Tierra 2015" celebrado en Austria. No logró clasificar. Jaramillo también concurso en "Reina Hispanoamericana" celebrado en Bolivia ese mismo año. Se colocó en el Top 9 de finalistas.